# Яблучне (Полтавський район)
Я́блучне — село в Україні, у Опішнянській селищній громаді Полтавського району Полтавської області. З 2006 року населення відсутнє. Орган місцевого самоврядування — Опішнянська селищна рада.

## Географія
Село Яблучне розташоване на правому березі річки Ворскла у місці впадання в неї стариці Солом'яник, вище за течією на відстані 2 км розташоване село Хижняківка, нижче за течією — село Міські Млини.

## Історія
По берегах річки Ворскли, поблизу сіл Глинського, Хижняківки та Яблучного, були знайдені рештки глиняного посуду. На них добре видно сліди пальців давнього майстра, адже посуд з глини робили ще без гончарного круга.
За спогадами старожилів першопоселенцями були родини козаків Корита, Долота, Чуприни та інших. На березі Ворскли люди мали по 50-100 десятин землі.
1859 року у козацькому хуторі налічувалось 10 дворів, мешкало 53 особи (25 чоловічої статі та 28 — жіночої).
На 1910 рік у Яблучному налічувалось 31 господарство — 22 козацьких, 8 селянських, 1 привілейоване. У хуторі мешкало 138 жителів, з них 8 теслярів, 2 шевця, 2 візники, 10 поддеників. Землі було 186 десятин, 85 — під оранкою, 94 — під посівами.
За переписом 1926 року в Яблучному нараховувалось 56 господарств та 267 осіб (120 чоловіків і 147 жінок).
У Національній книзі пам'яті жертв Голодомору 1932—1933 років в Україні перелічено 26 жителів села, що загинули від голоду.
Наприкінці вересня 1941 року німці захопили село. Під час німецької окупації загинуло понад 50 односельчан. 25 лютого 1943 року 309-а стрілецька дивізія звільнила село. За допомогу військам Червоної Армії у переправі через Ворсклу комендант Опішні вчинив розправу над жителями села. Після катувань 5 квітня 1943 року було розстріляно 24 особи.
Після війни Яблучне стало належати до «неперспективних» сіл. Звідси масово почало виїжджати населення. За переписом 2001 року тут проживала одна сім'я з чотирьох осіб, а навесні 2006 року останні жителі покинули село.